# Тексел (аэропорт)

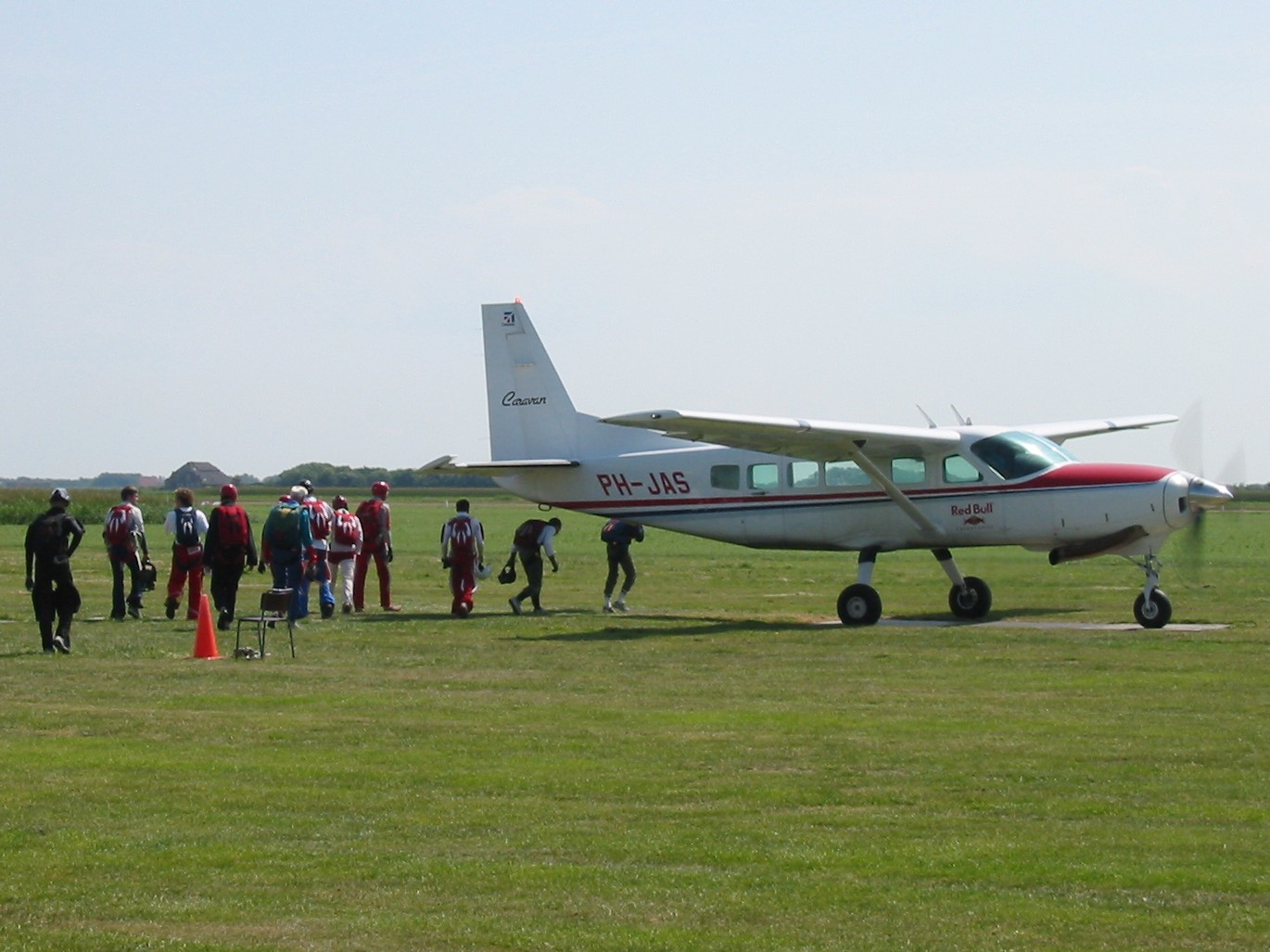
Парашютисты и самолёт Cessna 208 в аэропорту Тексел

Международный аэропорт Тексел (англ. Texel International Airport) — аэропорт на нидерландском острове Тексел (Фризские острова). Аэропорт небольшой, но благодаря наличию пункта таможенного и пограничного контроля аэропорт имеет международный статус.
Аэропорт расположен рядом с посёлком Де Ког. Рядом с аэропортом расположен военно-авиационный музей.
Владелец и оператор аэропорта — акционерное общество N.V. Luchthaventerrein Texel, владельцем большей части акций является муниципалитет Текселя.

## Использование
В настоящее время аэропорт обслуживает только частную авиацию. Регулярные полёты на Тексел отсутствуют, хотя в прошлом KLM эксплуатировала авиалинию Схипхол-Тексел. В аэропорту базируется фирма, осуществляющая воздушные экскурсии над Текселем и другими Фризскими островами, планерный клуб, лётная школа, аэроклуб.
На Текселе проводится аэрошоу Texel Airshow

## Взлётно-посадочные полосы
Аэропорт Тексел имел две ВПП, обе с травяным покрытием: 04-22 (длина 1115 м) и 13-31 (длина 630 метров)

## Авиакомпании
- Tessel Air bv (воздушные экскурсии над Фризскими островами, без промежуточных посадок)